# Jürgen Detsch
Jürgen Detsch (* 27. Juli 1947 in Pressig) ist ein ehemaliger deutscher Fußballspieler. Er absolvierte für Hannover 96 ein Bundesligaspiel, in der Saison 1969/70.

## Karriere
Detsch spielte für den 1. FC Pressig und den FC Kronach 08, bevor er für ein Jahr in die Bayernliga zum VfB Coburg wechselte. Der 22-jährige Detsch wechselte nach Niedersachsen zu Hannover 96, wo er zusammen mit Jupp Heynckes spielte. Für Hannover spielte er einmal in der Bundesliga, am 31. Spieltag bei der 7:2-Niederlage gegen den FC Bayern München. Detsch wurde in der 60. Spielminute von Trainer Hans Pilz, der in der Saison bereits der dritte Trainer der Niedersachsen war, eingewechselt. Nach der Spielzeit kehrte Detsch nach Bayern zurück und spielte die beiden nächsten Saisons für Bayern Hof 49-mal in der Regionalliga Süd, bevor er zum Ligarivalen SpVgg Fürth wechselte. Aus Hof verabschiedete er sich mit dem zweiten Tabellenplatz in der Abschlusstabelle der Saison 1971/72. Nach weiteren 58 Einsätzen in der Regionalliga, in denen er fünf Tore erzielte, endete die Arä der zweitklassigen Regionalliga durch die Einführung der 2. Bundesliga. Mit Fürth hat sich Detsch für die neugeschaffene 2. Liga qualifiziert. Er absolvierte 16 Spiele in der Südstaffel, bevor er 1976 zum VfB Coburg zurückkehrte.